# پل روستای گندمان
پل روستای گندمان مربوط به دوره قاجار است و در شهرستان سنندج، بخش حومه، روستای گندمان واقع شده و این اثر در تاریخ ۹ اردیبهشت ۱۳۸۲ با شمارهٔ ثبت ۸۴۸۸ به‌عنوان یکی از آثار ملی ایران به ثبت رسیده است.